# Circuito Brasileiro de Voleibol de Praia Masculino Sub-21 de 2021
O Circuito Brasileiro de Voleibol de Praia Sub-21 de 2021, também chamado de Circuito Banco do Brasil de Vôlei de Praia Sub-21, será a décima nona edição da principal competição nacional de Vôlei de Praia na categoria Sub-21 na variante masculina, prevista para iniciar em 17 de setembro de 2021, estréia ocorreu no Rio de Janeiro, na Escola de Educação Física do Exército (EsEFEx), e pela primeira vez aa possibilidade de duplas formadas por atletas filiados a federações diferentes, com transmissão no Vôlei de Praia TV .

## Resultados

### Circuito Sub-21
| Evento                                                               | Ouro                           | Prata                          | Bronze                           | Quarto lugar                |
| 1ª Etapa Rio de Janeiro, Rio de Janeiro 17 a 20 de setembro de 2021. | / Mateus Dutra Gabriel Zuliani | / Samuel Bello Nico Capretti   | / Patrick Colombo Mateus Costa   | Lucas Coelho Johann Dohmann |
| 2ª Etapa Itapema, Santa Catarina 14 a 16 de novembro de 2021.        | / Samuel Bello Nico Capretti   | / Mateus Dutra Gabriel Zuliani | / Lucas Antônio Casas João Pedro | / Negugu Isac Adolfo        |